# La buona figliuola
La Cecchina, ossia La buona figliuola (La Cecchina, o La bona minyona) és una opera buffa en tres actes de Niccolò Piccinni, amb llibret de Carlo Goldoni. S'estrenà al Teatro delle Dame de Roma el 6 de febrer de 1760.
El 1758, Piccinni es traslladà a Roma, on presentà Alessandro nelle Indie, també amb text de Metastasio, i dos anys més tard estrenà La Cecchina ossia la buona figliola, òpera que feu augmentar la fama de l'autor entre el públic italià i l'europeu en general.